# Celastrina expansa
Celastrina expansa är en fjärilsart som beskrevs av Pionneau 1937. Celastrina expansa ingår i släktet Celastrina och familjen juvelvingar. Inga underarter finns listade i Catalogue of Life.